# Amerykański toy terier
Amerykański toy terrier, toy foksterier, amertoy – rasa małych psów.

## Historia
Amerykański toy terrier powstał dzięki amerykańskim hodowcom w latach 30. XX wieku. Pierwotnie przeznaczony był do tępienia szczurów.

## Zachowanie
Amerykański toy terier jest nieco kapryśny i ruchliwy, z charakteru pies ten jest w pełni foksterierem. Nadaje się na psa do towarzystwa zarówno w mieście, jak i na wsi.

## Budowa
Widać u niego cechy angielskiego fox terriera i chihuahua – stojące uszy i okrągła głowa.
- maść: biało-ruda, biało-czarna, trójbarwna
- waga: 2–3 kg
- wzrost: około 25 cm